# Francesco Beltramini
Francesco Beltramini (1522–1575) foi um prelado católico romano que serviu como Bispo de Terracina, Priverno e Sezze (1564–1575) e Núncio Apostólico na França (1565–1566).

## Biografia
Francesco Beltramini nasceu em Colle Val d'Elsa, na Itália, em 1522. No dia 21 de junho de 1564, foi nomeado durante o papado do Papa Júlio III como Bispo de Terracina, Priverno e Sezze. A 29 de julho de 1565, foi consagrado bispo por Jean Suau, Cardeal-Sacerdote de Santa Prisca, com Ascanio Albertini, Bispo de Avellino e Frigento, servindo como co-consagradores. Em outubro de 1565, foi nomeado durante o papado do Papa Paulo IV como Núncio Apostólico na França, tendo mais tarde renunciado ao cargo, a 25 de março de 1566. Serviu como Bispo de Terracina, Priverno e Sezze até à sua morte em 1575 em Terracina, Itália.